# Sulechowo
Sulechowo est une localité polonaise de la gmina rurale de Malechowo située dans le powiat de Sławno en voïvodie de Poméranie-Occidentale. Elle se trouve à environ 13 km au sud-ouest de Sławno et 161 km au nord-est de la capitale régionale Szczecin. Ca population est de 445 habitant.

## Géographie

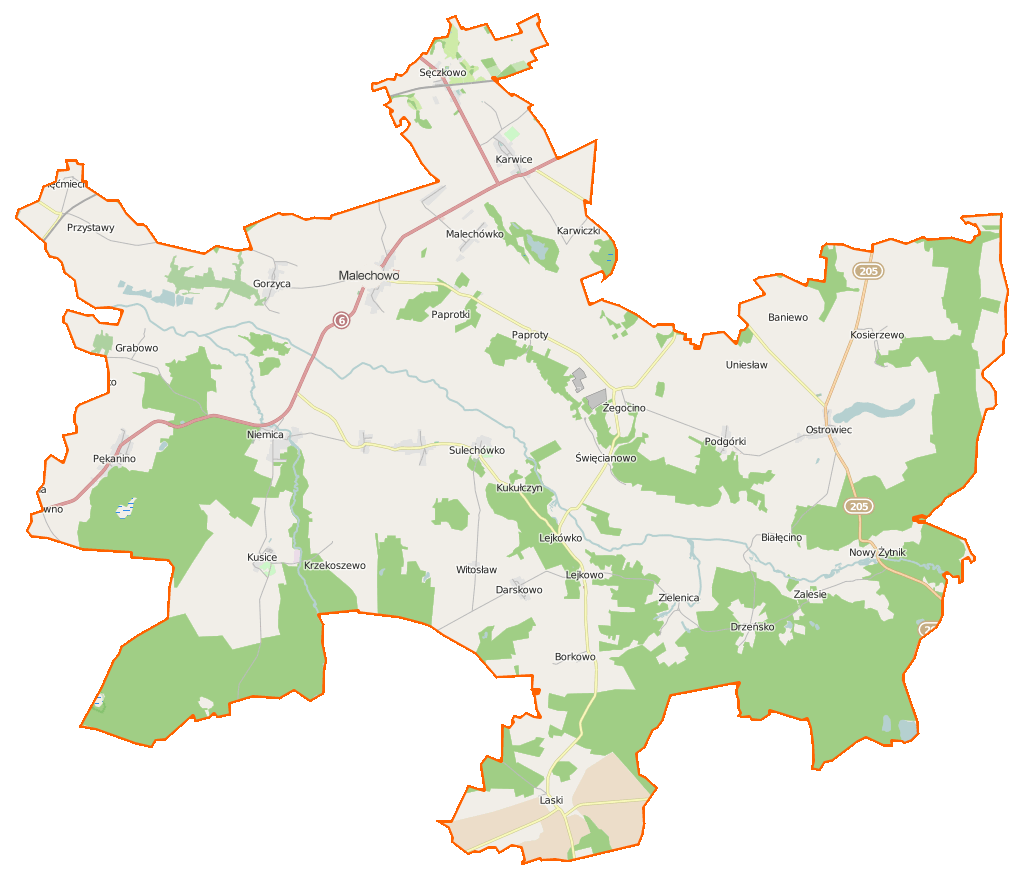
Carte de la gmina de Malechowo.